# Shelburne (municipal district)
Shelburne, Municipality of the District of Shelburne – jednostka samorządowa (municipal district) w kanadyjskiej prowincji Nowa Szkocja powstała 17 kwietnia 1879 na bazie utworzonego w 1854 w hrabstwie Shelburne dystryktu, jednostka podziału statystycznego (census subdivision). Według spisu powszechnego z 2016 obszar municipal district to: 1821,07 km², a zamieszkiwało wówczas ten obszar 4288 osób (gęstość zaludnienia 2,4 os./km²).